# Гуарам I
Гуарам I (Гурам I или Гурген I; груз. გუარამ I; умер приблизительно в 591 или 602) — первый правитель Картлийского эрисмтаварства (571/586—591/602); первый из грузинских правителей, получивших от императоров Византии титул куропалата; основатель династии Гуарамидов; по мнению части историков, первый представитель Багратионов на престоле Грузии.

## Биография

### Исторические источники
Гуарам I упоминается в нескольких средневековых грузинских исторических источниках, в том числе, в «Жизни Вахтанга Горгасала» Джуаншера Джуаншериани, в «Обращении Грузии» и в «Истории и повествовании о Багратионах» Сумбата Давитис-дзе. О Гуараме сообщается также в сочинениях его современников, живших в Византии: в «Истории» Феофана Византийца он назван Гургеном (ср.-греч. Γουργένης), а в «Церковной истории» Иоанна Эфесского — Горгонием. События, в которых участвовал Гуарам I, описываются и в трудах других средневековых авторов: Менандра Протектора, Феофилакта Симокатты, Евагрия Схоластика, Себеоса, Феофана Исповедника, Ибн Джарира ат-Табари, Ованеса Драсханакертци, Степаноса Таронеци, а также в «Шахнаме» Фирдоуси.

### Происхождение
По свидетельству Джуаншера Джуаншериани, Гуарам I был внуком царя Иберии Вахтанга I Горгасали из династии Хосроидов и его второй жены византийки Елены. Однако в труде этого автора не сообщается, кто был отцом Гуарама. В свою очередь живший в XI веке Сумбат Давитис-дзе писал, что Гуарам был внуком Вахтанга I по матери, что его отца звали Баграт, а деда Гуарам, и что по имени отца он первым стал называться Багратионом. Этот же автор приводил легендарную генеалогию предков Гуарама, возводя её к израильским царям Давиду и Соломону. О еврейском происхождении грузинских Багратионов упоминал в труде «Об управлении империей» и византийский император Константин VII Багрянородный. Такого же мнения о предках Гуарама придерживался и Вахушти Багратиони. В соответствии с этими источниками Гуарам I часто упоминается как первый правитель Грузии из рода Багратионов.
Однако ряд историков считает эти свидетельства ошибочными, так как наиболее ранние достоверные свидетельства о грузинских Багратионах датируются второй половиной VIII века. Они предполагают, что первыми представителями этого рода, осевшими в Грузии, были или Васак, младший брат армянского князя Смбата VII Багратуни, или Ашот I Куропалат. Эти исследователи придерживаются точки зрения, впервые высказанной Кириллом Тумановым, согласно которой отцом Гуарама был Леон, младший сын Вахтанга Горгасали. По этому мнению, Гуарам принадлежал к той ветви династии Хосроидов, представители которой были лишены возможности претендовать на престол Иберийского царства.

### Ранние годы
О ранних годах жизни Гуарама I почти ничего не известно. Сохранившиеся в преданиях данные о смерти деда и отца Гуарама позволяют относить начало его правления своими наследственными владениями к 540-м годам. Однако это предположение, скорее всего, является маловероятным. Также существует мнение, согласно которому Гуарам мог быть наследником престола Иберии во времена Бакура III, но оно также вряд ли истинно. Достоверно известно только то, что к началу 570-х годов Гуарам властвовал над западными областями Иберийского царства: Кларджети и Джавахетией.

### Антисасанидское восстание в Иберии (571—572)

Ирано-византийское пограничье в IV—VI веках

Первое датированное свидетельство о Гуараме I относится к 571 году, когда он вместе с другими владетелями Сасанидской Иберии присоединился к восстанию, поднятому против Сасанидского государства армянским князем Варданом III Мамиконяном. Предполагается, что в том же году на собрании азнаури Гуарам был избран правителем земель, входивших в Иберийское царство. В грузинских источниках Гуарам I упоминается как эрисмтавар («первенствующий князь» или «глава народа»). То есть, вопреки сообщениям средневековых авторов, он был не царём, а только князем, «первым среди равных». Такое ограничение власти Гуарама по одним данным было связано со всё ещё ведшейся тогда между эриставами борьбой за власть, по другим — с нежеланием иберийской знати подчиняться единовластному монарху. По ряду свидетельств, Гуарам получил власть только согласившись не лишать владений и не наказывать непокорных ему эриставов.
Уже вскоре после начала восстания его предводители обратились за помощью к императору Юстину II, что стало одной из причин начала в 572 году новой ирано-византийской войны. Вероятно, тогда же византийский император признал права Гуарама I на власть над Иберией.
В отличие от действий армян, средневековые авторы очень кратко описывают деяния иберов во время этого восстания. Сообщается только, что, несмотря на помощь Византии, уже в 572 году восстание в Иберии закончилось неудачей. Хотя армяне продолжали ещё некоторое время оказывать сопротивление вторжениям иранцев, в конце концов и они были вынуждены снова подчиниться власти Сасанидов. Предводители восставших бежали в Византию. Так, Гуарам сначала укрылся в подвластной византийскому императору Лазике, а оттуда перебрался в Константинополь. В столице Византии Гуарам провёл, по крайней мере, несколько лет.

### Правитель Картли
Следующие известия о Гуараме I датируются уже правлением императора Маврикия, вступившего на престол в 582 году. Согласно средневековым грузинским источникам, не позднее 586 года ко двору Маврикия прибыло посольство иберов, поднявших новый мятеж против Сасанидов. Послы от имени эриставов обратились к императору с просьбой, дать им в правители одного из тех потомков Вахтанга I Горгасали, которые находились в Византии. Выбор Маврикия пал на Гуарама: тот был наделён титулом куропалата и отправлен в Иберию. По прибытии в Мцхету Гуарам сверг правившего иберами марзпана Сасанидов и сам стал властителем окрестных земель. По данным Феофана Византийца и Джуаншера Джуаншериани, столицей Гуарама стал Тбилиси. Однако по другим сведениям, Гуарам мог возвратиться в Иберию ещё в 582 году, и с согласия шахиншаха Ормизда IV сначала получить в управление Кларджети, а затем Картли. Не вызывает сомнение только то, что 586 году Гуарам был уже признан правителем Картли как в Византии, так и в Сасанидском государстве.
Дополнительные сведения о Гуараме I дают нумизматические исследования. Согласно им, он был первым правителем Картли, начавшим чеканить собственные монеты. Сохранилось несколько серебряных монет, изготовленных при Гуараме и его преемниках в подражание сасанидским драхмам. На одной из них, датированной «седьмым годом Ормизда» (то есть 586 годом), одновременно изображены шахиншах Ормизд IV, зороастрийские символы и христианский крест, а также выбита аббревиатура «GN», то есть «Гурген». На этом основании делается вывод, что имя Гуарам (или Гурам) было личным именем этого картлийского правителя, а имя Гурген применялось в качестве тронного имени, что и нашло отражение на монетах и в трудах византийских авторов. Однако также возможно, что отчеканенное на монетах слово «Гурген» было не именем, а топонимом, названием Картли в его среднеперсидской форме: «Горган» или «Гурган». Использование Гуарамом I для своих монет сасанидских образцов рядом историков интерпретируется как факт, подтверждающий подчинение картлийского эрисмтавара власти шахиншахов. По мнению других исследователей, использование Гуарамом на монетах собственной монограммы и христианских символов скорее всего должно свидетельствовать о провизантийской ориентации правителя Картлийского эрисмтаварства.
Предполагается, что Гуарам I умело воспользовался войной, много лет ведшейся между Византией и Сасанидским государством: сначала он добился расположения Ормизда IV, а когда в 588 и 589 годах сасанидская армия потерпела несколько тяжёлых поражений от византийцев и хазар, признал своё подчинение Маврикию. Возможно, к этим событиям следует относить и получение Гуарамом титула куропалата. Как о подвластном византийскому императору правителе, о Гуараме упоминается в сообщении о набеге, осуществлённом в то время войском «овсов, дурдзуков и дидо» на Адурбадаган. Это нападение было организовано правителем Картли на полученные от византийцев деньги. По свидетельству Джуаншера Джуаншериани, именно угроза ответного вторжения Сасанидов заставила Гуарама развернуть в своих владениях широкую строительную деятельность, в ходе которой эрисмтавар начал «укреплять крепости и города». По мнению Л. Н. Гумилёва, Гуарам I также был посредником в координации антисасанидских действий между правителями Византии и Тюркского каганата.
Вероятно, Гуарам I дожил до окончания ирано-византийской войны 572—591 годов. Предполагается, что после раздела Иберии по Ктесифонскому договору он был вынужден покинуть оставшийся под властью Сасанидов Тбилиси и перенести свою резиденцию в перешедшую к византийцам Мцхету. Таким образом, власть Гуарама I к концу его правления распространялась только на часть бывшего Иберийского царства, позднее получившую название Картли.
О других событиях правления Гуарама I в средневековых источниках сообщается не очень много сведений. Ему приписывается основание монастыря Джвари в Мцхете и начало строительства церкви Сиони в Тбилиси. Возведение обоих этих храмов завершилось уже после его смерти.
Дата смерти Гуарама I точно не известна. Высказываются мнения, что это могло произойти приблизительно в 591 или 602 году. Первая дата обуславливается содержащимся в «Обращении Грузии» свидетельством о том, что Гуарам ещё был жив, когда в 591 году иберийским католикосом стал Варфоломей. Вторая дата определяется по первому достоверному упоминанию преемника Гуарама в должности правителя Картлийского эрисмтаварства, его старшего сына Стефаноза I Великого. Деметре, младший сын Гуарама, упоминается в источниках с византийскими титулами почётный консул и ипат. Потомки Гуарама I известны как Гуарамиды.